# جورج كاميرون ستون
جورج كاميرون ستون (بالإنجليزية: George Cameron Stone)‏ هو خبير بالمعادن ومؤرخ ومهندس أمريكي، ولد في 6 أغسطس 1859 في جنيف في الولايات المتحدة، وتوفي في 18 نوفمبر 1935 في نيويورك في الولايات المتحدة.